# Most w Sieradzu
Most podwieszony w Sieradzu – most wantowy nad rzeką Wartą w Sieradzu. Most ma pięć przęseł i pylon o wysokości 43,50 m umiejscowiony na prawym brzegu rzeki. Most został oddany do użytku 2 maja 1979 roku. Był jednym z pierwszych tego typu obiektów w Polsce. Potocznie nazywany przez mieszkańców Mostem Wiszącym lub Białym Mostem. Od 2011 roku określany również Mostem Zakochanych.

## Konstrukcja[3]
Przęsło nurtowe mostu ma 75,88 m rozpiętości, zaś stalowy pylon 43,5 metra wysokości. Dźwigarami głównymi są stalowe belki walcowane o wysokości 550 mm wyprodukowane w Hiszpanii, spięte poprzecznicami dwuteowymi o wysokości 525 mm i 250 mm. Ortotropowa płyta pomostowa została wykonana z blachy o grubości 10 mm, użebrowanej podłużnie płaskownikami 12x200 mm. Cięgna podwieszające (wanty) w liczbie 12 kabli o średnicy 48 mm, zakotwione są w trzech poziomach w pylonie i ułożone w układzie harfowym.
- długość całkowita: 142,01 m
- rozpiętości przęseł: 9,13 m + 75,88 m + 3x19,00 m
- szerokość całkowita 4,40 m
- rozstaw dźwigarów pomostu 4,20 m